# Disphragis handleyi
Disphragis handleyi är en fjärilsart som beskrevs av William Schaus 1939. Disphragis handleyi ingår i släktet Disphragis och familjen tandspinnare. Inga underarter finns listade i Catalogue of Life.